# العصيان المدني (ثورو)

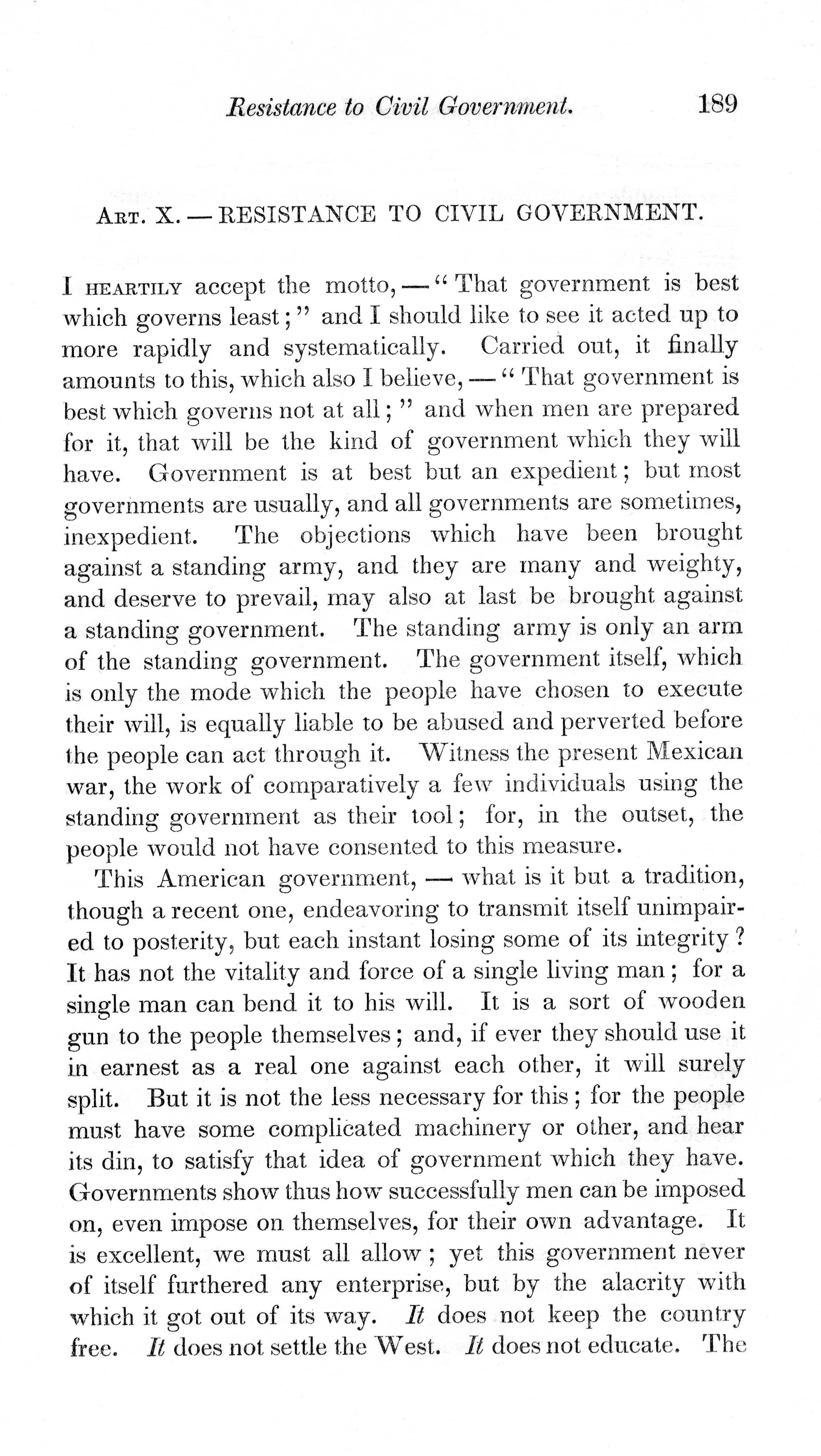

مقاومة الحكومة المدنية (العصيان المدني) (بالإنجليزية: Resistance to Civil Government (Civil Disobedience)‏ هي مقالة كتبها الفيلسوف الأميركي هنري ديفيد ثورو ونشرت أول مرة في عام 1849. ويقول ثورو فيها أنه لا ينبغي للأفراد أن يسمحوا للحكومات بالتحكم بضمائرهم، وأن واجبهم يقتضي بعدم السماح بهذا الإذعان وتمكين الحكومة بجعلها وكيلة عن الظلم. كان دافع ثورو من المقالة هو اشمئزازه من الرق والحرب المكسيكية الأمريكية.